# Castell de Cabrera (Collsacabra)
El castell de Cabrera és una construcció militar ubicada al terme municipal de l'Esquirol (Osona), sobre el cim de la muntanya de Cabrera. Era un castell termenat que defensava la vall de l'Esquirol. En depenia el castell de Barrés, al mateix municipi de l'Esquirol. En queden molt escasses ruïnes, pràcticament limitades a la base d'una torre rodona.

## Història
El document més antic que l'esmenta és de l'any 940, una permuta de béns, entre els quals aquest castell, entre un cert Sendred i el bisbe de Barcelona.
El castell fou la primera casa pairal del llinatge feudal dels Cabrera, un dels més importants de la Catalunya medieval. Gausfred de Cabrera (principis del s. XI) fou el primer membre del llinatge a ostentar el títol de senyor de Cabrera. Més tard, Guerau III (segle XII), que també fou trobador, prengué el títol de vescomte de Cabrera, després que la família s'hagués fet amb el vescomtat de Girona.
Als primers temps, els Cabrera posseïren el castell com a feudataris del comte de Barcelona (Guerau IV encara en prestà homenatge a Pere el Catòlic el 1199). Els Cabrera hi tingueren uns castlans com a administradors, que també es van cognomenar Cabrera, amb els quals no van mancar els conflictes per les rendes del castell. L'últim d'aquests castlans, Artau de Foces o de Cabrera, vengué els drets que tenia sobre el castell als vescomtes el 1352. Dues de les dones d'aquesta família castlana (Guillema, muller de Berenguer de Cabrera, i la cèlebre Sibil·la de Saga, muller d'Arnau de Cabrera) foren amants de Jaume I.
El castell formà part del vescomtat de Cabrera fins a l'extinció de les senyories feudals al segle XIX. El 1463, durant la guerra civil i com molts altres castells de la regió, fou ocupat pels remences. L'última hereva de la casa vescomtal dels Cabrera, Anna de Cabrera, enllaçà amb els Enríquez, almiralls de Castella i ducs de Medina de Rioseco, que en quedaren hereus el 1530 i es van fer dir Enríquez de Cabrera. Poc després, es van vendre el vescomtat i el comtat d'Osona a Francesc de Montcada, comte d'Aitona (per parts, entre 1566 i 1574), que va esdevenir un dels més poderosos senyors del Principat. Per casament, el 1756 l'herència dels Montcada va passar als ducs de Medinaceli, que la posseïren fins al final del feudalisme.

## Arquitectura
La poca documentació medieval conservada que esmenta el castell no permet fer-se una idea de l'arquitectura originària. Per les restes que s'observen avui dia, es dedueix que contenia, com a mínim, una torre rodona en un dels extrems del cim allargat de la muntanya de Cabrera, d'uns 3,60 m de diàmetre. Més enllà de la torre hi ha restes d'un mur de tancament. Abans d'arribar a la torre hi ha una petita cisterna.
El caràcter angost del cim en limitava la planta a una àrea reduïda, i de forma irregular i allargada, si no és que ocupava també l'espai més obert, a l'altre extrem del cim, on ara hi ha el santuari de Cabrera.

## Ubicació
Les restes actuals se situen a la part més angosta del nord de l'altiplà que hi ha al cim de la muntanya de Cabrera, a la serra de Cabrera. Des de la seva ubicació privilegiada, es té una vista lliure que permet controlar amb facilitat les veïnes valls d'en Bas i de l'Esquirol. Al seu costat est hi ha un espadat quasi vertical de 20 metres d'alçada que li servia com a defensa natural, i l'altre costat també és molt abrupte. L'únic accés viable se situa al sud, on l'altiplà s'obre a un espai més gran, que també acaba abruptament 300 metres més enllà. En aquest espai més obert hi ha actualment el santuari de la Santa Maria de Cabrera.